# 杨圩镇
杨圩镇，是中华人民共和国江西省宜春市高安市下辖的一个乡镇级行政单位。

## 行政区划
杨圩镇下辖以下地区：
杨圩社区、况家村、仙游村、杨圩村、寨里村、四美村、塘头村、谢家村、爱国村、雷丰村、和平村、下塘村、周家村、路口村、汉塘村、湖背村、锦秀村、涌溪村、梨塘村、鲁家村、新建村和横塘村。